# Андруа
Регіон Андруа (малаг. Faritra Androy; фр. Région de Androy) — один з 22 регіонів Мадагаскару, розташований на крайньому півдні країни. До 2007 року регіон входив до складу провінції Туліара. Площа регіону складає 19 540 км2, і станом на 2018 рік мав населення 903 376 жителів. Адміністративний центр — Амбовомбе-Андруа, головний адміністратор — Майкл Андріаніріна (з червня 2016 року).

## Назва
Андруа дослівно перекладається як «країна рослини Руа (Mimosa delicatula)», але частіше використовується переклад «Колюча земля».

## Місцезнаходження та площа
Регіон розташований на крайньому півдні Мадагаскару. Регіон знаходиться південніше від тропіка Козерога і умовно обмежується річками Мандраре та Менарандра. Його площа складає 19 540 км2 , а територія межує з регіоном Аціму-Андрефана (населеним народом махафалі) на північному заході, регіоном Анузі (з народністю антанузі) на сході і землею Бара на півночі (починаючи приблизно з Ісоанала).

## Адміністративний поділ
Регіон Андруа поділений на чотири райони, які поділяються на 51 комуну, які в свою чергу поділяються на 881 село (фоконтани).
- Район Амбовомбе — 17 комун
- Бекільський район — 18 комун
- Район Білоха — 5 комун
- Район Ціомбе — 5 комун

## Населення
У 2013 році загальна чисельність населення регіону Андруа становила 733 933 людини, з темпом зростання населення 2,7 % (це означає, що чисельність населення подвоїться за 25 років). Населення майже повністю складається з народності тандруа («народ колючих кущів») або карембола (на південному заході), з невеликою кількістю представників народностей антаносі, махафали, меріна та бецілео, які також живуть там. Народність тандруа також іноді називабть «антандруа», але використання терміна «тандруа» є більш обгрунтованим, оскільки «rua» означає «шип», префікс «an» означає «місце», додаткове «t» означає «з». Таким чином, додавання ще одного «an», щоб зробити з «тандруа» «антандруа» є зайвим.
Ще приблизно 150 000 представників народності тандруа живуть в інших частинах острова, багато з них переїхали через регулярні спалахи голоду у регіоні Андруа. У 2013 році приблизно 349 675 осіб, майже половина загального населення Андруа, проживали в районі Амбовомбе-Андруа, щільність населення якого становила 60/км2. Смуга вздовж південно-східного узбережжя (яку дехто описує як «колиску Тандроя») є найбільш густонаселеною. У Бекільському районі проживало близько 164 751 мешканців (32/км2), у Білоха-Андруа близько 109 361 (23/км2) і в Циомбе близько 110 147 (50/км2).

## Клімат
Регіон Андруа є напівпосушливим із середньою кількістю опадів лише 400 мм (від 350 мм уздовж південно-західного узбережжя до 700 мм на півночі), яка нерівномірно розподіляється протягом року, хоча зазвичай більше опадів з грудня по лютий. За винятком річки Мандраре, русла більшості річок залишаються сухими протягом більшої частини року, і тут бувають часті посухи (зазвичай кожні вісім-десять років), що часто призводить до «кере» (голоду). У поєднанні з цим майже постійні сильні сухі вітри, особливо вздовж узбережжя, відомі як «тіокатімо». Води настільки бракує, що одним людям її розвозять вантажівками, а іншим продають дрібні продавці з возів. Періодичні спадлахи голоду призвели до того, що десь від 15 до 30 % мешканців Андруа покинули регіон і перебрались на захід до Толіари або на північ Мадагаскару.

## Заповідні території
- Заповідна територія Амбарарата Лонда
- Заповідна територія Бехара Траномаро
- Спеціальний заповідник Танджона Вохімена
- Заповідник Аваратр'Іфотаки

## Економіка
Через нестачу води та велику кількість населення, Андруа став регіоном із хронічною нестачею продовольства та одним із найбідніших регіонів Мадагаскару. Через це в регіоні активно працюють різноманітні міжнародні організації, такі як Європейський Союз, Groupe de Recherches et d'Echanges Technologiques (GRET), Японське агентство міжнародного співробітництва (JICA), ЮНІСЕФ, Всесвітня продовольча програма тощо. Більшість мешканців займаються натуральним господарством (за оцінками, обробляється менше 5 % землі), вирощуючи маніок, кукурудзу, батат, бобові, коров'ячий горох, арахіс, сочевицю, просо, сорго та манго (вирощування рису неможливе через посушливість Андруа). Технічні культури включають сизаль (вирощують лише в районі нижньої течії річки Мандраре) і арахіс, вирощування бавовнику скоротилося. Є також скотарі, які розводять велику рогату худобу, овець, кіз і курей. Зебу займають центральне місце в релігійному та соціальному житті народності тандруа. Хоча вони постачають молоко, м'ясо та шкіру, вони також є дуже важливою ознакою статусу та багатства народу тандруа. Хоча Андруа межує з океаном, вилов риби незначний, переважно для місцевого споживання. З майже 20 тис. км2 лише 344 км2 вкриті лісами.
Ремесла включають майстрів по сріблу, кравців, шевців і столярів. Кошикарство все ще практикується, але ковальство, фарбування бавовняних тканин, ткацтво то гончарство занепали. Магазини переважно невеликі, розташовані в міських центрах і належать здебільшого індо-пакистанцям, китайцям і малагасійцям із високогір'я. Є також щотижневі ринки, де продаються домашні продукти, а також можна придбати мило, каструлі та інші речі.

## Історія
Дехто з дослідників стверджує, що тандруа є «змішаною етнічністю», що склалась з нащадків багатьох племен різного походження (включаючи сакалава, бара, махафалі та антаносі), які прибули в Андруа в складі різних міграційних «хвиль» і осіли в цьому регіоні лише кілька століть тому. Існують також докази «дотандруаських» жителів ще з XI і XII століть.

### X—XIII століття
- можливі докази споживання людиною яєць епіорніса біля Талаки в гирлі річки Манамбово
- цивілізація Манда (цивілізація «огороджень»), яка виникла в 10 столітті і занепала в 13, мала міста поблизу Бекілі та Бекітро, Андаро на притоці Лінти біля Фотадрево, на схід від злиття річки Ланані з Манамбово, на захід від Вохімени, на північ від Вохіпарі та в Бебаджіне. Згідно з археологічними знахідками, деякі з цих міст, схоже, були залучені в морську торгівлю із Зімбабве, Мозамбіком і узбережжям Суахілі (місця «до-тандруаських» мешканців ідентифікуються за огорожами з каменю та землі).

### XIV—XVI століття
- населення в Андруа різко впало, як і імпорт, при цьому більшість поселень були розташовані для захисту селян (одне з найбільших на той час, Ампахійолоке, було захищене з трьох сторін річковими скелями).

### XVI століття
- з'являється королівський центр Андріаманаре (Зафіманара), королівського клану/династії ТАндруа (який панував над Андроєм до 18 століття), в Ампотаке. Існували також королівські центри, розташовані в Монтефено і Анхампанорора (25 км на південь від Амбаро).
- початок експансії АнтАндруаського царства

- 28 липня 1529 р, на схід від мису Фальс, гирло річки Манамбово. Висадка Рауля і Жана Пармантьє, капітанів кораблів le Sacre і la Pensée .

### XVII століття
- 1648 — Етьєн де Флакур досягає річки Мандрар і вирізьблює на камені два слова: «Печера Інколас».
- 1649 р. — Стародавнє королівське поселення в Монтефено, яким керував король Андріанміфіфаріво, король Ампатру, відвідали солдати, надіслані губернатором Етьєном де Флакуром з Форт-Дофіна).
- кінець 1600-х — король Андріанйома, який жив біля Амбаро, став предком-засновником лінії Теконда з Андріаманьяре.

### XVIII століття
- початок 1700-х років — область Менарандра південно-західного Андруа анексована династією Маросерана
- 1703 — англійський Ост-Індійський корабель «Degrave» зазнав кораблетрощі поблизу Беліцаках (25 км від Амбовомбе?). Незабаром після цього юний моряк з цього корабля Роберт Друрі відвідав королівську столицю Феноаріво (Амбаро). Більшість екіпажу «Degrave» було вбито місцевими антандруа при спробі втечі, а сам Друрі утримувався в якості раба до 1709 року[3].
- різні клани зі сходу, півночі та північного заходу вторглися в Андруа і поклали кінець правлячій династії Андріаманяр
- початок розробки того, що Майк Пірсон та інші описали як «мегалітичні та монументальні» гробниці антандруа.
- 1769 — інтродукований у Форт-Дофіні під час спроби французької колонізації, колючий кактус Опунція (Opuntia dillenii) поширюється по всьому регіону Андруа.

### XIX століття
- Андруа залишився незалежним від Імеринського королівства, яке захопило і підпорядкувало собі більшість території Мадагаскару
- подальше розширення кількості громад в Андруа, особливо поблизу Фараламбо, де оселився клан Афомаролахі

### XX століття
- 1901—1903 рр. — французи завоювали Андруа, хоча територія залишалася в режимі надзвичайного стану через триваючий опір антандруа французькому правлінню
- 1917 — надзвичайний стан в Андруа закінчився.
- 1924 р. — ботанік Г. Пер'є де ла Баті інтродукував у регіоні комаху кошеніль (Dactylopius coccus), намагаючись забезпечити біологічний контроль інвазивного кактуса Opuntia dillenii. Хоча кактуси опунція були корисними і слугували важливим джерелом їжі для людей і худоби, ставало важко зберегти сільськогосподарські угіддя, щоб вирощувати зернові культури.
- 1928 — Генрі де Хольм прибув у Форт-Дофін, приїхавши з Тананаріве на мотоциклі Harley-Davidson разом зі своєю дружиною та сином у калясці. Його наміром було експортувати через Форт-Дофін слюду з Анузі та сизаль з Андруа. Ця родина також взяла активну участь у збереженні природи, а згодом також починає займатися туристичним бізнесом.
- 1928-29 — знищення кактуса Opuntia dillenii жуками кошенілями (був завезений поблизу Толіарі в 1925 році та поширювався на схід, північ і південь зі швидкістю 100 км/рік, що призвело до загибелі десь від 10 000 до 100 000 голів великої рогатої худоби, перетворивши сільську місцевість у сірий колір і призвівши до масштабного вирубування лісів та еміграції жителів Антандрою.
- 1930-31 рр. — смертельний голод, посилений знищенням кактуса опунції Opuntia dillenii жуком-кохінхіном. Цей кактус, раніше завезений у Форт-Дофін, поширився в регіонах Аносі та Андруа: він забезпечував захист пастухам та їхній худобі, а також фрукти та воду людям і худобі. Також спостерігаються значні пошкодження місцевих видів рицини . Це призвело до того, що населення району Ціхомбе скоротилося вдвічі, хоча кількість загиблих у порівнянні з тими, хто емігрував з цього району, невідома.
- 1932 р. — на території кактусів опунції помічено кліща Dactylopius tomentosus .
- 1936 — посуха. Крім того, компанія Établissements Gallois створила першу плантацію сизалю поблизу Амбоасарі. Анрі де Хольм створив свою плантацію сизалю та лісовий заповідник Беренті.
- 1937 — гідрографічне призначення Авізо Бугенвіля на півдні: щоб визначити точне розташування двох братів-мисів — «Справжнього» та «Помилкового», які так називають мореплавці. Справжня — найпівденніша точка Мадагаскару — називається мисом Сент-Марі . Широта 25°35'пд.
- 1940 — Вішістська Франція переймає контроль над Мадагаскаром.
- 1943-44 рр. — До половини Андруавців емігрували через сильний голод. Ще 15 тис. померли.
- 1955 — закладено плантацію позбавленого колючок кактуса Opuntia stricta площею 4000 га. Двадцять тисяч гектарів заплановано в так званій операції " Ракета ". Опунція з червоним плодом опунції називається ракетамена.
- 1955-56 рр. — в районі Андруа ведеться самостійне вирощування продовольчих культур: маніока 18 000 т, кукурудза 4 000 т, зернове сорго 1 000 т, квасоля 800 т, арахіс 700 т .
- 1956 — посуха.
- 1956 — Амболіандро Ацімо (SW Tsiombe). Компанія Aermotor (США) встановлює на вежі висотою 15 метрів вітряк для перекачування води з діаметром колеса 6 м: він викачує 10 кубічних метрів води за годину з колодязя глибиною 45 метрів. Передбачено п'ятдесят одиниць, по одній кожні 10 км.
- 1957 — зведення сталевого мосту довжиною 414 метрів, спроектованого Anciens Ets Eiffel — Pont du Mandrare — забезпечує перше цілорічне автомобільне сполучення між регіонами Андруа та Аносі (RIG 13). Відомий серед антАндруаців, так званий Великий Понт, є одним із останніх вражаючих сталевих мостів, побудованих у 90-х роках, якраз перед технологічним переходом до попередньо напруженого бетону.
- 1950-60-ті роки — сім'ї Boetchi (Швейцарія), де Heaulme і Jenny, а також компанії Lyonnaise і Marseillaise експортували дикі боби рицини (1220 тонн у 1957 році), велику рогату худобу (10-30 000 голів на рік), слюди та сизалю значну частину з Андрою.
- 1958 — Монха Джаона сформував Madagasikara Otronin'ny Malagasy (MO.NI.MA.) — Мадагаскар для малагасійців — партія, яку він очолював до самої смерті. Це стала значною регіональною партією, яка представляла як радикальну інтелігенцію, так і селян з півдня (особливо Андруа).
- 1960 — Мадагаскар проголосив свою незалежність від Франції.
- 1971 — Монха Джаона заявив про відповідальність за квітневе збройне повстання збіднілих селян в Андруа, які були засмучені корумпованістю урядових збирачів податків у той час, коли їхні стада худоби були спустошені хворобами. Було також розчарування через неспроможність уряду надати допомогу внаслідок лиха у відповідь на серйозну посуху, яка супроводжувалася повенями. 1–2 квітня понад 1 тис. озброєних членів MO.NI.MA. атакували 5 військових постів у провінції Тулеар, у результаті чого 1 співробітник сил безпеки був убитий і 11 поранені. Це було швидко й жорстоко придушено урядом із 45 MO.NI.MA. убитих, 9 поранених і 847 затриманих на допиті[4]. Монха Джаона та сотні MO.NI.MA. члени були заарештовані та відправлені на вантажному кораблі з Форт-Дофіна до Носі-Лава, де вони були ув'язнені.
- 1972 — Монха Джаона і MO.NI.MA.. партія, яка стала лівим опозиційним рухом, отримала підтримку студентів університету Тананаріве та міських радикалів, які, хоча MO.NI.MA. був заборонений урядом, очолював демонстрації проти президента Ціранани до його падіння у травні 1972 року.[5]
- 1991-92 рр. — великий голод в Андруа, на який серйозно реагували ЮНІСЕФ і Всесвітня продовольча програма, а також католицька та малагасійська лютеранська церкви.

### XXI століття
- 2003 — голод в Андруа
- 2006-07 — голод в Андруа
- 2011 — великий голод в Андруа